# Rønnaug Alten

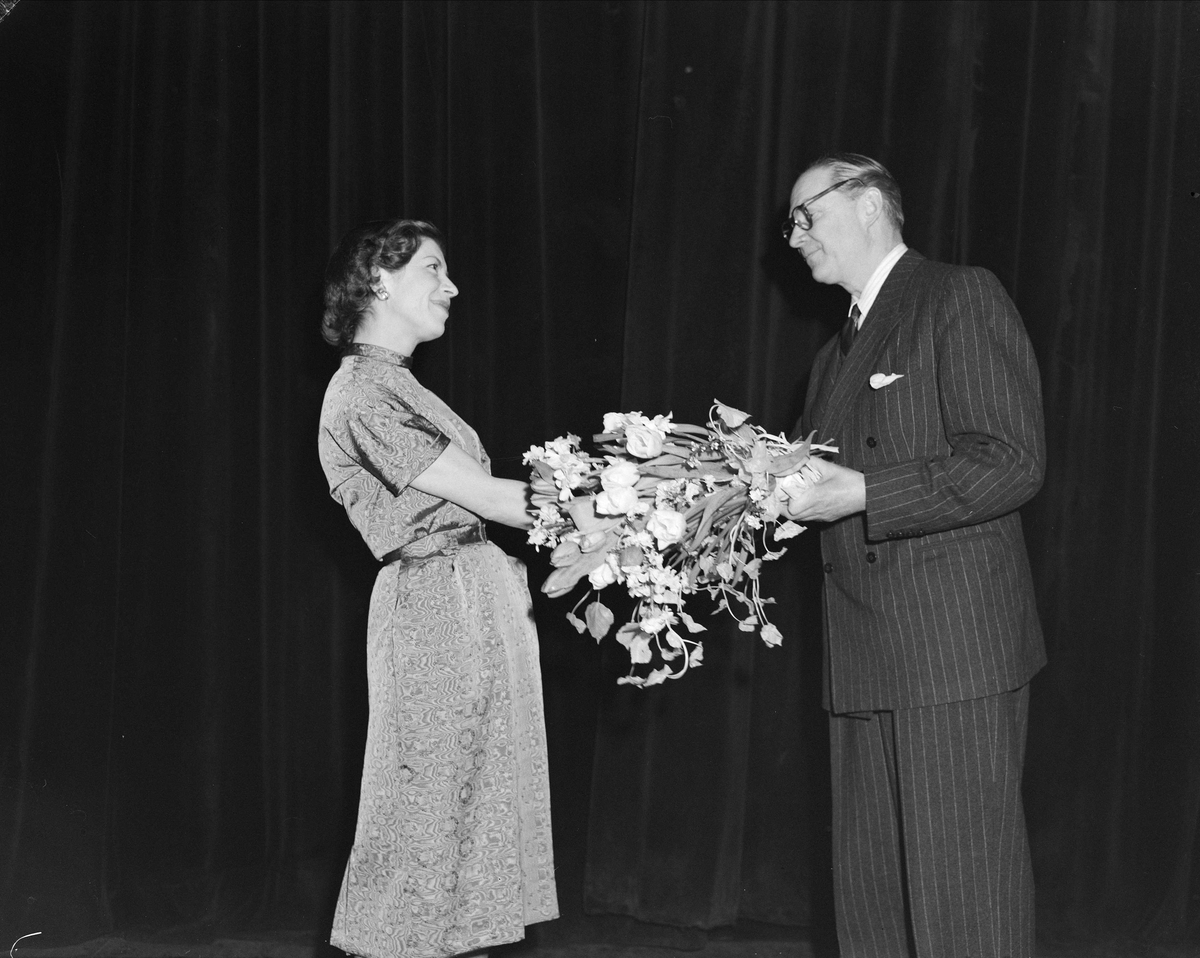
Rønnaug Alten el 15 de febrero de 1951

Rønnaug Alten (Tromsø, 9 de febrero de 1910-Oslo, 20 de enero de 2001) fue una actriz y directora noruega. 

## Biografía
Nacida en Tromsø, Noruega, Alten debutó en 1930 en el Den Nationale Scene con el papel de Viola en Noche de reyes, actuando junto a su futuro esposo, Georg Løkkeberg. Más adelante fue empleada por el Det Nye Teater (1931–38), el Teatro nacional de Oslo (1935), el Teatro de Trøndelag (1945–48), y por el Riksteatret en 1949–51 y de nuevo en 1975. También fue colaboradora del Folketeatret. En los años 1972-74 fue una pieza central para el establecimiento del Teatret Vårt en Molde. Entre sus muchos destacados papeles figuran los principales de Anne Pedersdotter, Hedda Gabler y La casa de Rosmer. También tuvo papeles relevantes en Largo viaje hacia la noche y Cherry's have. 
En 1962 Rønnaug Alten interpretó al personaje principal en la producción televisiva teatral Kranes konditori, basada en una novela de Cora Sandel. En 1968 participó en otra emisión televisiva, una adaptación del drama de Helge Krog Underveis. Ese mismo año trabajó también en dos episodios de la miniserie Den Røde Pimpernell, Madame Guillotine arbeider y Spion på Lord Grenvilles ball. Al siguiente año participó en el episodio 5 de la serie criminal de NRK Taxi, y en 1970 protagonizó Yerma, basada en la obra de Federico García Lorca. Volvió a tener un papel principal de teatro televisado en 1977, el de «Giza», junto a la actriz Tordis Maurstad, en la pieza Kattelek, de Istvan Örkeny. En 1989 NRK emitió Om sirupsnipper, om døden og Zorba og litt til, programa en el cual Alten actuó junto a Marius Podolski Rødsten. Se trataba de una emisión dirigida a los jóvenes con guion de Steffen Johanssen.
En su función de directora teatral, Alten trabajó en piezas como Nederlaget, Eurydike y Becket. También dirigió para la televisión en 1960 En inspektør, basándose en la obra de John Boynton Priestley. En 1962 dirigió, igualmente para la televisión, una adaptación de la tragedia de Jean Anouilh Eurydike.
En 1964 escribió, junto a Merete Skavlan, el guion de la pieza de cabaret Det angår ikke oss, que trataba sobre el trato de los nazis a los judíos. El texto se basaba en parte en material documental y en parte en obras de Simone de Beauvoir, Bertolt Brecht, Olga Capek, Johan Borgen y Arnulf Øverland. El show fue dirigido por Jahn Erik Joveng y Paul Skoe y se estrenó en la Oslo ingeniørhøgskole, emitiéndose por televisión una adaptación en 1965 en la cadena NRK.
Alten hizo su debut en el cine con la película de Olav Dalgard Vi bygger landet (1936). Para el mismo director, actuó en 1937 en By og land hand i hand. Su carrera en el cine tuvo pocos pero importantes papeles. Es sobre todo recordada por Kranes konditori (1951), con un personaje que posteriormente interpretó en una adaptación para la televisión. Otras de sus películas fueron Liten Ida (1981), Hjem går vi ikke (1955), Line (1961) y Vaktpostene (1965).
Rønnaug Alten falleció en el año 2001 en Oslo. Había estado casada con Georg Løkkeberg, y fue madre de Pål Løkkeberg y Cecilie Løkkeberg.

## Premios
- 1981: Premio del Instituto Sueco del Cine por su trabajo en Liten Ida
- 1958: Premio de la crítica teatral por Cherry's have

## Filmografía

### Actriz
- 1981: Liten Ida
- 1977: Kattelek
- 1969: Taxi (TV)
- 1965: Vaktpostene
- 1964: Klokker i måneskinn, episodio "Journalistens fortelling"
- 1963: Kranes konditori
- 1961: Line
- 1955: Hjem går vi ikke
- 1951: Kranes konditori
- 1941: Kjærlighet og vennskap
- 1937: By og land hand i hand
- 1936: Vi bygger landet

### Directora
- 1974: Catilinas draum (TV)
- 1973: Ordet (TV)
- 1965: Det angår ikke oss (TV)

## Teatro
- 1935: Den forvandlede brudgom
- 1935: Vår ære og vær makt
- 1972: Tvillingene
- 1973: Kvinnene langs fjorden
- 1974: Lykke-Pers reise
- 1987: Regnskapets dag